# Канна (Япония)
Канна (яп. 神流町 Канна-мати) — посёлок в Японии, находящийся в уезде Тано префектуры Гумма. Площадь посёлка составляет 114,69 км², население — 2192 человека (1 июля 2014), плотность населения — 19,11 чел./км².

## Географическое положение
Посёлок расположен на острове Хонсю в префектуре Гумма региона Канто. С ним граничат города Фудзиока, Титибу, посёлки Симонита, Огано и сёла Уэно, Наммоку.

## Население
Население посёлка составляет 2192 человека (1 июля 2014), а плотность — 19,11 чел./км². Изменение численности населения с 1980 по 2005 годы:
| 1980 | 5469 чел. |  |
| 1985 | 4746 чел. |  |
| 1990 | 4159 чел. |  |
| 1995 | 3644 чел. |  |
| 2000 | 3210 чел. |  |
| 2005 | 2757 чел. |  |

## Символика
Деревом посёлка считается Zelkova serrata, цветком — Rhododendron dilatatum, птицей — Zosterops japonicus.